# Periscope
Periscope foi um aplicativo de streaming de vídeo ao vivo para iOS e Android desenvolvido por Kayvon Beykpour e Joe Bernstein. A startup depois foi comprada pelo Twitter por supostos US$ 100 milhões em março de 2015. Em 26 de março de 2015, o Twitter relançou oficialmente o aplicativo para iOS sob sua própria conta na App Store. Depois, em 26 de maio de 2015, o Periscope foi lançado para o Android. Em Agosto de 2015, quatro meses após o lançamento da ferramenta, o aplicativo atingiu a impressionante marca de 10 milhões de usuários. 
O serviço foi descontinuado em 31 de março de 2021 devido à diminuição do uso, realinhamento de produtos e altos custos de manutenção. No entanto, os vídeos do Periscope ainda podem ser assistidos pelo Twitter, agora chamado X, e a maioria de suas funcionalidades principais foi incorporada ao aplicativo.

## Serviço
Os serviços do Periscope estavam disponíveis em seu próprio aplicativo, bem como no Twitter. Quando conectado ao Twitter, os usuários do Periscope podiam permitir que outros usuários possam ver o tuíte com um link a fim de visualizar sua transmissão ao vivo.
Usuários do Periscope eram capazes de escolher se desejam ou não tornar públicos seus vídeos ou simplesmente visíveis para certos usuários como seus amigos ou famílias. O Periscope permite que os espectadores possam enviar "corações" (também chamado de like) para uma transmissão tocando na tela do celular como uma forma de valorização. Sob a aba Pessoas, haverá uma lista Mais Curtidas que mostra os usuários que receberam o maior número de corações durante a transmissão em tempo real, ao vivo. Os usuários também podem procurar transmissões através da sua localização, podendo ser notificado quando um perfil que o usuário segue iniciar uma transmissão. 

## Recepção
O Twitter anunciou a aquisição do aplicativo Periscope após o app de streaming de vídeo rival Meerkat estrear no South by Southwest de 2015.
O aplicativo podia ser desviado para a pirataria de vídeo, uma questão que veio à tona na época do lançamento do aplicativo quando vários utilizadores do serviço usaram para transmitir a estreia da quinta temporada de Game of Thrones, da HBO ao vivo; a rede fez a afirmação de que era necessário o serviço fazer melhores ferramentas e políticas para lidar com conteúdo protegido por direitos autorais. Estas questões foram ainda mais ampliadas por um evento de boxe profissional, em 2 de maio de 2015, Floyd Mayweather, Jr. vs. Manny Pacquiao, que foi televisionado através de um canal pay-per-view, que custou cerca de US$90, mas foi amplamente pirateado por meio de transmissões em várias qualidades no Periscope. Os termos de serviços do Periscope especifica que retransmissão de conteúdo com direito autoral viola os termos de uso do serviço, e pode resultar na suspensão ou proibição da conta do ofensor.
Também em maio de 2015, assim que o app Periscope foi lançado para dispositivos Android, Michael Biggins, mais conhecido como Blackout, fez uma de suas primeiras transmissões de streaming ao vivo na internet,  e adotou totalmente o app Periscope e chamou-lhe de "o futuro da internet."